# Pentti Lammio
Pentti Johannes Lammio (ur. 24 października 1919 w Tampere, zm. 25 lipca 1999 w Kulju) – fiński łyżwiarz szybki, brązowy medalista olimpijski.

## Kariera
Największy sukces w karierze Pentti Lammio osiągnął w 1948 roku, kiedy zdobył brązowy medal na dystansie 10 000 m podczas igrzysk olimpijskich w Sankt Moritz. W zawodach tych wyprzedzili go jedynie Szwed Åke Seyffarth oraz kolejny Fin Lassi Parkkinen. Na tych samych igrzyskach był też ósmy w biegu na 5000 m, a w biegu na 1500 m zajął 21. miejsce. Podczas rozgrywanych cztery lata później igrzysk w Oslo był siódmy w biegu na 5000 m i czwarty na dystansie 10 000 m, przegrywając walkę o medal z Carlem-Erikiem Asplundem ze Szwecji. Nigdy nie zdobył medalu mistrzostw świata, jego najlepszym wynikiem było dwunaste miejsce wywalczone podczas mistrzostw świata w wieloboju w Helsinkach w 1948 roku. Był też między innymi dziewiąty na mistrzostwach Europy w Östersund w 1952 roku. Trzykrotnie zdobywał mistrzostwo Finlandii: na dystansie 5000 m w 1948 roku oraz na 10 000 w latach 1948 i 1952.
Po zakończeniu kariery pracował między innymi jako trener.